# Turó del Majordom
El Turó del Majordom és una muntanya de 142 metres que es troba al municipi de Sant Julià de Ramis, a la comarca del Gironès.